# Apophoneura superba
Apophoneura superba är en tvåvingeart som beskrevs av Malloch 1933. Apophoneura superba ingår i släktet Apophoneura och familjen myllflugor. Inga underarter finns listade i Catalogue of Life.